# Cosmología cíclica conforme

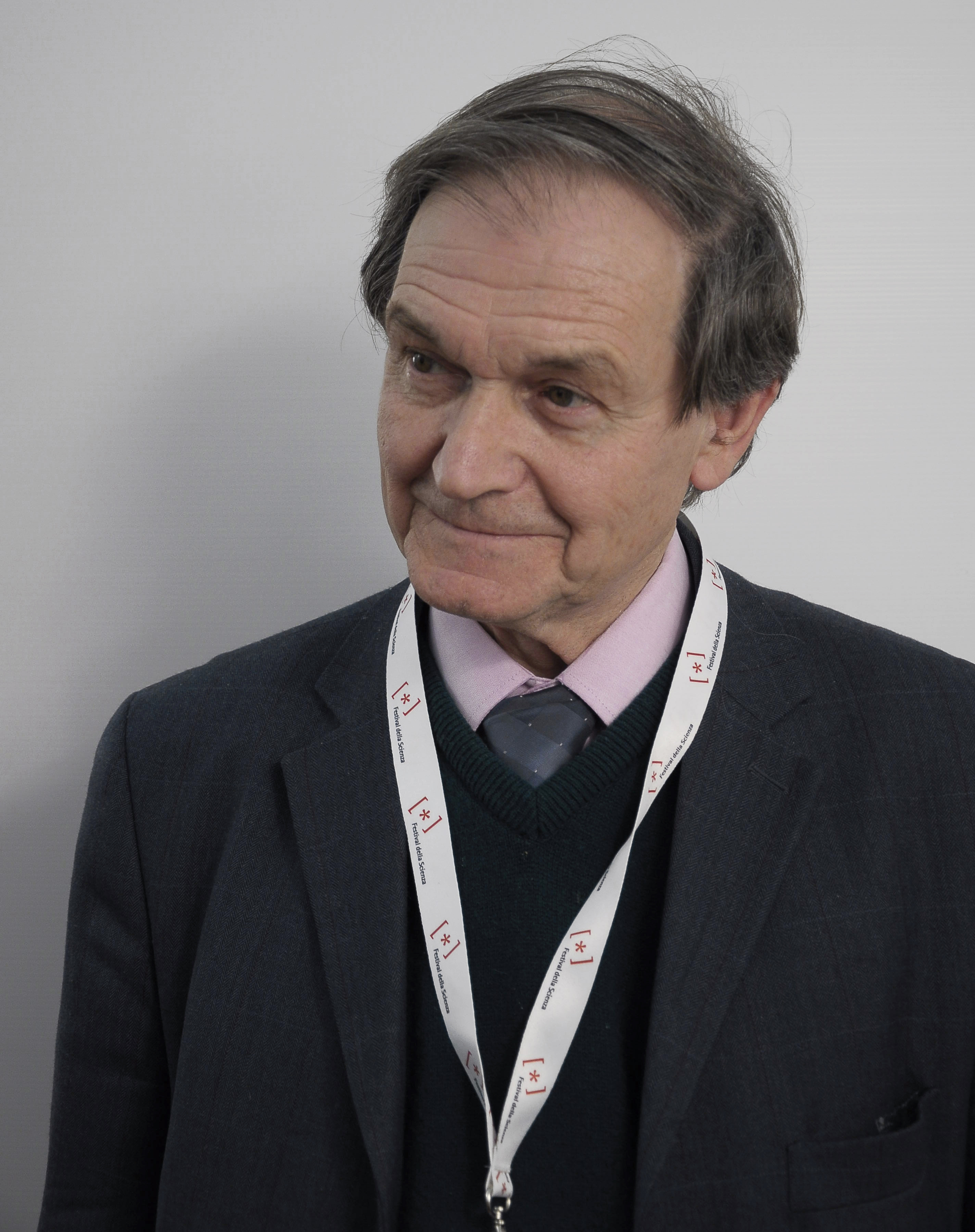
Sir Roger Penrose, sustentador de esta teoría, en el Festival della Scienza, Génova, 2011.

La cosmología cíclica conforme (o CCC) es un modelo cosmológico en el marco de la relatividad general, defendido por los físicos teóricos Roger Penrose y Vahe Gurzadyan. En la CCC, el universo se repite a través de ciclos infinitos, en los cuales el infinito de tipo tiempo de cada iteración anterior se identifica con la singularidad del Big Bang del siguiente. Penrose popularizó esta teoría en su libro Ciclos del tiempo: Una extraordinaria nueva visión del universo, publicado en lengua inglesa en 2010.

## Idea básica
La idea básica del físico británico es conectar una secuencia numerable de espacio-tiempos abiertos según el modelo FLRW, cada uno implicando una Gran Explosión seguida de una expansión infinita en el futuro. Penrose advierte que el límite pasado de conformación de una copia de un espacio-tiempo FLRW puede ser «conectado» con el límite futuro de conformación de otro, después de un tránsito de tipo «transformación conforme». En particular, cada medida FLRW individual {\displaystyle g_{ab}} se multiplica por el cuadrado del factor conforme {\displaystyle \Omega }, que se aproxima a cero en un infinito de tipo tiempo, «aplastando» de alguna forma el límite futuro de formación en una hipersuperficie conforme regular (que sería de tipo espacio, de existir en efecto una constante cosmológica positiva, como actualmente se cree). El resultado es una nueva solución de las ecuaciones de Einstein, que Penrose aplica a escala universal y que se compone de una secuencia de ciclos o sectores que este científico denomina «eones».
En su obra Ciclos del tiempo, Penrose explica la transición entre eones, aun definidos por fronteras de magnitudes extremas, de la siguiente forma:

Quizá el lector se sienta preocupado por la identificación de un futuro remoto, donde la radiación se enfría hasta temperatura cero y se expande hasta densidad cero, con una explosión de tipo big bang, donde la radiación ha empezado a una temperatura infinita y una densidad infinita. Pero el «estiramiento» conforme en el big bang reduce estas temperatura y densidad infinitas a valores finitos, y la "compresión" conforme en el infinito aumenta la densidad y la temperatura nulas a valores finitos. Estos son precisamente los tipos de reescalado que hacen posible que los dos encajen, y el estiramiento y la compresión son procedimientos a los que la física relevante en uno u otro lado es completamente insensible. También puede mencionarse que el espacio de fases P, que describe la totalidad de los estados posibles de toda la actividad física en uno u otro lado del tránsito […], tiene una medida de volumen que es conformemente invariante, básicamente por la razón de que cuando las medidas de distancia se reducen, las correspondientes medidas de momento aumentan (y viceversa) de tal manera que el producto de las dos no es en absoluto afectado por el reescalado (un hecho que será de importancia crucial para nosotros […]). Llamo a este esquema cosmológico cosmología cíclica conforme, abreviada como CCC.

## Implicaciones físicas
La característica más importante de este modelo para la física de partículas es que, dado que los bosones obedecen las leyes de la teoría conforme de campos, se comportarán de la misma manera en los eones reescalados que en sus contrapuntos FLRW originales. (Clásicamente, esto se corresponde con el hecho de que la estructura del cono de luz se conserva en una reestructuración conforme.) Para este tipo de partículas, el límite entre eones no es un límite en absoluto, sino simplemente una superficie de tipo espacio que puede atravesarse como cualquier otra. Los fermiones, por otro lado, permanecen confinados en un eón dado. Esto proporciona una solución conveniente a la paradoja de la información de los agujeros negros; de acuerdo con Penrose, los fermiones se convierten irreversiblemente en radiación en el proceso de evaporación de un agujero negro, de forma que se preserve la suavidad en la frontera entre eones. 
Las propiedades de curvatura de la cosmología de Penrose son verosímiles. En primer lugar, el límite entre eones satisface la hipótesis de la llamada curvatura de Weyl, proporcionando así un cierto tipo de pasado de baja entropía, como es el requerido por la mecánica estadística y por la mera observación. En segundo lugar, Penrose ha calculado que una cierta cantidad de radiación gravitacional se preserva a través del límite entre eones. Penrose sugiere que esta radiación gravitatoria extra puede ser suficiente para explicar la aceleración cósmica observada, sin necesidad de apelar a un campo material de energía oscura.

## Demostración empírica
En 2010, Penrose y Vahe Gurzadyan publicaron un avance de estudio en el que afirmaban que las observaciones del fondo cósmico de microondas, realizadas por el satélite Wilkinson Microwave Anisotropy Probe y el experimento BOOMERanG, mostraron anomalías concéntricas que eran consistentes con la hipótesis de la CCC, sugiriendo una baja probabilidad de que esas observaciones fueran resultado de la casualidad. Dichas observaciones podrían manifestar que la llamada radiación de fondo de microondas, o radiación del fondo cósmico, registra ecos de sucesos similares a la Gran Explosión ocurridos «con anterioridad» al mismo. Estos ecos aparecen como «anillos» concéntricos alrededor de grupos de galaxias en los cuales la variación en el fondo cósmico es inusualmente baja.
El profesor Shaun Cole, de la Universidad de Durham, Inglaterra, declaró en su día a la BBC que la investigación de Penrose y Gurzadyan «es admirable [...]. Es una teoría revolucionaria y ahora parece haber datos que la apoyan. [...] En el modelo estándar del Big Bang no hay nada cíclico, tiene un comienzo y no tiene un fin. [...] La pregunta filosófica que es pertinente plantear es ¿qué ocurrió antes del Big Bang?, y lo que intenta esta teoría es eliminar la respuesta de "no hubo nada antes" y convertirlo en un suceso cíclico». Cole expresó, sin embargo, cierta sorpresa ante la pretensión de que la variación estadística en los datos de la radiación de microondas sea la rúbrica más obvia de lo que puede convertirse en una idea revolucionaria. «Hay otras cosas que podrían haber ocurrido en la última parte del último eón. ¿Por qué no muestran indicios mayores?», se preguntó este científico.
De hecho, la significación estadística precisa de las observaciones aludidas ha sido cuestionada desde entonces. Tres grupos de trabajo han intentado independientemente reproducir estos resultados, pero se encontró que la detección de las anomalías concéntricas no era estadísticamente significativa, en el sentido de que tales círculos aparecerían en una simulación gaussiana de la anisotropía en los datos sobre la CMB.
La razón del desacuerdo se enfocó a la cuestión de cómo diseñar las simulaciones que se utilizan para determinar significados: los tres intentos independientes para repetir el análisis de todas las simulaciones utilizadas se basan en el modelo Lambda-CDM estándar, mientras que Penrose y Gurzadyan utilizan un enfoque no estándar aún no verificado.
En 2013, Gurzadyan y Penrose publicaron un estudio de mayor alcance, y también presentaron un nuevo método, denominado the sky-twist transformation [algo así como "transformación de torsión celeste"], que no se basa en simulaciones.